# MÁV 651 sorozat
A MÁV VIm. osztály, később 651 sorozat az első magyar, hat kapcsolt kerékpárú Mallet-rendszerű, hegyipályára szánt mozdonytípus volt.

## Kifejlesztése
A XX. század első éveiben nemcsak a személyszállítás, hanem a teherforgalom is jelentősen fellendült: mind az ipari termelés növekedés, de nem elhanyagolható mértékben a vasút saját szükségleteinek következtében komolyan megnőtt a teher-, ezek között pedig a szénszállító vonatok terhelése is. A síkvidéki fővonalak tehervonatainak továbbítására a MÁV a IIIu. osztályú mozdonyokkal hosszabb időre is megfelelő típushoz jutott. Megfelelő mozdonyt kellett azonban találni a Zsil-völgyi szénbányákból kitermelt szén útvonalának nagy emelkedőkkel tarkított Piski–Petrozsény vasútvonal és a Fiumébe vezető Karszt-vonal legnehezebb pályaviszonyokkal rendelkező Cameral-Moravica–Fiume vonalszakaszának tehervonataihoz. Ez utóbbi vonalszakasz bár komoly vonóerőt igényelt, ebben az időben már 42,8 kg/folyóméteres „I”-jellegű sínekkel 16 tonna legnagyobb tengelyterhelésre építették át. A Piski–Petrozsény vasútvonalban azonban még 34 kg/folyóméter tömegű sínek feküdtek, mely csak 14 t tengelyterhelést tett volna lehetővé, de a különféle műtárgyak (hidak, átereszek) teherbíróképessége csak 6 t/m folyómétersúlyú járművek közlekedtetését tette lehetővé. A vonatok ketté osztása sem jelenthetett megoldást a viszonylag nagy, 11–15 km-es állomásközök miatt. E vonal két legnehezebb része a Puj–Banica közötti 24 km hosszú 16,66‰ emelkedőjű és a Banica–Petrozsény közötti 20 km-es 14,28‰ emelkedőjű vonalszakasz volt. A korábban itt közlekedő, addigra már gyengének bizonyuló IVd. osztályú, négy kapcsolt kerékpárú mozdonyok tapadási tömege megközelítette 14 t tengelyterhelés mellett négy kapcsolt tengelyen elérhető maximumot, így mindenképpen a kapcsolt tengelyek számának növelésére volt szükség. Bár Richard von Helmholtz elmélete alapján az osztrák Karl Gölsdorf úttörőként megkonstruálta a kkStB 180 sorozatú öt kapcsolt kerékpárú egykeretes mozdonyát, melynél a kis sugarú ívekben való haladást a tengelyek oldalirányú elmozdulásával biztosították, a MÁV a folyómétersúly korlátja és a kis sugarú hegyi pályákon túl merevnek bizonyuló IVc. osztályú mozdonyaival szerzett negatív tapasztalatok miatt egy Mallet-rendszerű mozdony beszerzése mellett döntött. A Mallet-rendszerrel a IVd. és IVe. osztályú mozdonyokkal immár kellő, kedvező tapasztalatot szerzett. Így végül az új típust hat kapcsolt kerékpárral C'C tengelyelrendezésű, 12 t legnagyobb tengelyterhelésű Mallet-rendszerű mozdonyként tervezték meg. A fővonali szolgálatra szokatlanul alacsony tengelyterhelést indokolta az a tény is, hogy a típust 23,6 kg/folyóméteres sínekkel épült a Petrozsény–Livazény–Lupényi hév vonalán is közlekedtetni kívánták; ez a vonal akkoriban 10 t tengelyterhelésre volt kiépítve, de tervezték 12 tonnásra átépíteni.
A Magyar Királyi Állami Vasgyáraknál 871 szerkezetszámmal jelölt típus első két példányát a gyár 1909 márciusának közepén adta át a MÁV-nak, ahol azok a 4501–4502 pályaszámokon álltak üzembe. A mozdonyok osztályjelzése meglehetősen rendhagyó: VIm. osztály lett. Bár a hat kapcsolt kerékpár miatt („mellékesen” ezek voltak a MÁV első hat kapcsolt kerékpárú mozdonyai) a „VI” fő-osztályjel logikusnak tűnik, valójában ezt a gömöri iparvasutak C-tengelyelrendezésű mellékvonali mozdonyok jelölésére már korábban használták. Így az „m” alosztályjel e régi típustól való jelentősebb elkülönítésre is szolgált és az eddigi ilyen rendszerű mozdonyok jelzésétől eltérően a Mallet-rendszerre is utalt. A két mozdony egységára 131 120 korona volt.
A mozdonyok a Monarchiában ekkor kötelező módon hadijelet is kaptak, amely a típus esetén  {\displaystyle {\tfrac {\mathrm {VI\ 700} }{\mathrm {B} _{8}}}}  lett.

## Szerkezete
A VIm. osztályú mozdonyok tehát belső keretes, Mallet-rendszerű C'C tengelyelrendezésű, azaz mindkét keretrészbe három-három kapcsolt kerékpárral készült négyhengeres kompaund, szerkocsis gőzmozdonyok voltak.

### Keret, futómű, mozdonysátor
A mozdony kerékpárjait a Mallet-rendszernek megfelelően hármasával külön keretbe ágyazták: mind az első- mind a hátsó keretrész egy-egy C tengelyelrendezésű mozdony-futóműnek tekinthető és mindkét keretrész elejének két oldalára egy-egy gőzhengert szereltek. A belső elrendezésű, szegecseléssel készült keretrészek két, egymástól 1,23 m távolságban lévő 28 mm vastag folytvaslemez hossztartóból álltak, melyeket belül a hengermerevítők és még két további, a kapcsolt tengelyek között elhelyezett, függőleges folytvaslemez-kereszttartó (ún. keretkötő) kötött össze. Az első keretrész elejére a mellgerendát, a hátsó keretrész végére a kapocsszekrény került. A kereszttartókra a tömegcsökkentés érdekében kivágások kerültek. A merev tengelytávolság csökkentésére a kapcsolt kerékpárokat a keretbe egymáshoz olyan közel ágyazták, amennyire csak a fékrudazat azt lehetővé tette. A tengelyágytokok keretkivágásait acélöntésű ágyvezetékek merevítették, valamint a keretlemezeknek a kivágásoknál lévő nyúlványait alul összekötő ún. kötővasak fogták össze. Az ágytokok kopásai húzóékekkel utánállíthatóak voltak. A hajtó- és kapcsolt kerékpárok hordrugóit, melyek méretei megegyeztek a IVd. osztályúnál alkalmazottakkal, himbák kötötték össze és a tengelyek alatt helyezték el. A két keretrész kapcsolata megegyezett a IVd. osztályú mozdonyokéval: az elöli és hátulsó keretrészt a mozdony hossztengelyének vonalában egymás fölött lévő két, ún. Mallet-csapszeg kötötte össze, melyek körül az első keretrész a hátulsóhoz képest elmozdulhatott és a pályaívekbe beállhatott. A csapszegek tartói a keretrészeket is merevítették. A hátsó keretrész nyúlványa hosszan az elöli keretrész fölé nyúlt és hordozta a mozdony kazánját. A hosszkazán eleje a csúszótámon keresztül az elöli keretre is támaszkodott úgy, hogy az elöli keret a csúszótámban (hengerkazán-támaszban) oldalt 70–70 mm-nyit elmozdulhatott. Az elöli keretrész egyenesbe visszatérítését a hátsó keretrész nyúlványához rögzített és az első keretrészben megvezetett, valamint az elöli hengerkazántámaszra erősített, szintén az elöli keretrészben megvezetett egymással összekapcsolt feszítő lemezrugó-pár végezte. A csapszegek tehermentesítésére és a két keretrész egymáshoz képesti elcsavarodásának megakadályozására csapszegek mindkét oldalán egy-egy ún. horgonycsavart helyeztek el, melyek felső tartóját az elöli keretrészhez, az alsót pedig a hátsó keretrészhez rögzítették.
A kapcsolt tengelyek 1220 mm-es futókör-átmérője megegyezett a IVd. osztályú mozdonyokéval. Az ívbeállás további könnyítése érdekében a harmadik kapcsolt kerékpár nyomkarimáit vékonyabbra esztergálták, míg a negyedik kerékpárnak oldalirányba 9–9 mm-es játékot biztosítottak. A kapcsolt tengelyek 3%-os nikkelacélból, míg a kapcsolt és futótengelyek folytacélból készültek. A hajtott és a kapcsolt kerékpárok tengelyeit a tengelyvonalban teljesen átfúrták.
A tágas mozdonysátor félig zárt kivitelű volt, homlokán egy-egy ovális forgóablakot alakítottak ki. Oldalra egy fix és egy tolóablak, a sátortetőre szellőző, míg belső oldalára tetőlámpa került.

### Gépezet
A hátsó keret kerékpárjait a nagynyomású, az elsőéit a kisnyomású hengerek hajtották. A gőzhengerek térfogatviszonyának aránya 1:2,4, mely közel azonos volt a IVd. osztályú mozdonyoknál jól bevált és perdülésmentes indítást biztosító 1:2,27-es arányhoz. A nagynyomású hengerekből kiömlő gőz az átömlési keresztcsövön át a receiverként is szolgáló közös átömlőcsőbe jutott. Az átömlő hátul gömbcsuklóban végződött, mely körül az elfordulhatott, a gömbcsukló felső végénél pedig tömszelencés tömítéssel hosszirányba is elmozdulhatott. Az átömlőből jutott a kisnyomású hengerek tolattyúszekrényeibe. Mindegyik keretben a kapcsolt kerékpárok közül a harmadik volt a hajtó. A nagynyomású gőzhengerek folytvas beömlőcsöve 123/133 mm átmérővel, 3,05 m hosszúsággal készült, az átömlőcső 203/216 mm átmérőjű és 2,1 m hosszú, míg a kisnyomású hengerek kiömlőcsöve 203/216  átmérőjű és 1,31 m hosszú volt. A jobb oldali forgattyúkat a bal oldaliakhoz képest 90°-kal előbbre ékelték a kerékpártengelyre. A dugattyúrúd a hátulsó gépezetnél nem, csak az elülsőnél volt átmenő rendszerű. A dugattyúrudak tömszelencéi grafitos azbeszt-tömítéssel készültek, az elülső gépezetnél elöl a rúdvezeték nyitott hüvelyben futott. A keresztfejek kétvezetékesek voltak. A hajtó- és csatlórudak I alakú keresztmetszettel készültek. A rudazat kenését kenőcsavaros olajszelencék biztosították.
A gőzhengerek üresjárati munkájának (ellenállásának) csökkentésére a beömlő keresztcsőre és az átömlő szelepházára légszelepet, míg a kisnyomású hengerekre 9 barra beállított kombinált nyomáscsökkentő és légszelepet szereltek, későbbi példányoknál a nagynyomású hengerek tolattyúszekrényeire kerültek légszelepek. Az átömlő nyomását így 5 barra korlátozták. A keresztfejek kétvezetékesek voltak. A mozdony könnyebb megindítása érdekében mind a négy henger friss gőzzel való ellátására a mozdonyok gépezetét egyszerű Borries-rendszerű indítókészülékkel is ellátták. A gyakorlatban rendszerint elegendő volt csak a nagynyomású hengerekbe frissgőzt vezetve elindulni, tekintve a lazán kapcsolt tehervonatok jellemzőire. A kormányvonórúd két részből állt és az előli része a mozdony hossztengelyében helyezkedett el az ívbeállás lehetővé tételére. A nagynyomású hengerek legnagyobb töltése 72%, a kisnyomású hengereké 80,5% volt.
A gőzhengerek belső beömlésű, széles, rugalmas, önfeszítő gyűrűs hengeres tolattyúkkal készültek, melyeket ellenforgattyús Heusinger–Walschaert-rendszerű vezérművek szabályoztak. A nagynyomású tolattyú átmérője 234 mm belső túlfedése 34, külső túlfedése –7 mm volt. A kisnyomású tolattyú átmérője 285 mm, belső túlfedésük 32 mm, a külső túlfedése 0 értékű volt. Az ellenforgattyú előremenetben a forgattyút közel 90°-kal megelőzte, más szóval a forgattyúhoz képest előresietőként ékelték föl. Ennek megfelelően előremenetben a lengőívkő a lengőív (kulissza) felső részén helyezkedett el. A kormányvonórúd előremenetnél előre mozdult. A vezérmű a TV. osztályú mozdonyoknál megegyező módon egyszerűbb elrendezéssel készült: az elősietési lengőt mozgató vonórúd végét ugyanis közvetlenül a keresztfej-csapszeghez kapcsolták, az ívkövek függőleges mozgatását végző függvasakat közvetlenül az ívkő csapjaihoz rögzítették. A kormányvonórudat emeltyűvel kombinált kormánycsavarral szabályozták.

### Kazán
A mozdony kazánjának méretei szinte milliméterre azonosak voltak a IVe. osztályú mozdonyokéval, azonban a tengelyterhelés korlátai miatt annál könnyebb kivitelben készült. Az alul 1,42 m széles porosz-, más néven Becker-rendszerű állókazán 18 mm-es helyett 16 mm (míg a rákfalnál 20 mm) vastag folytvas lemezből készült és ugyanúgy a keretek fölé emelték ki. A tűzszekrény vörösréz-lemezeinek vastagságát szintén 18 mm-ről 16 mm-re (a csőfalét a csöveknél 28 mm-ről 26 mm-re) csökkentették. A tűzszekrénybe lángboltozatot is építettek. Az állókazán hátfala a tömegcsökkentés miatt a függőlegestől eltérő szögben felfelé előre hajlott, a tüzelőajtó Webb-rendszerű, kör alakú volt. A rostély három részből áll, első része buktatható, az esése 1/11. A hamuláda elejére és fenekére csappantyúkat szereltek, melyeket a mozdonysátorból rudazattal lehetett működtetni. A három övből összeszegecselt, 1,55 mm legnagyobb belső átmérőjű hosszkazán folytvas lemezei 18 mm helyett 17 mm vastagsággal készültek. A második kazánövön helyezték a gőzdómot, a gőzdómba a vízelválasztó és a kettős síktolattyús gőzszabályzó került, függőleges tolattyútükörrel. A szerkezet szabályozó rudazatát a kazánon belül vezették el. A gőzdómra 2 db közvetett rugómérleges biztonsági szelepet szereltek. A kazán középvonalának magassága mm-re azonos volt IVe. osztályú mozdonyokéval. A kazánba 272 darab 46,5/52 mm átmérőjű 5 m hosszú folytvas tűzcsövet építettek. Az 1,7 m hosszú füstszekrény alátámasztva nem volt, csak a hosszkazán elejéhez rögzítették hozzá. A füstszekrényben helyezték el az amerikai rendszerű szikrafogót. A gőzfúvó csappantyús kivitelű volt. A kúpos kémény legkisebb belső átmérője 410 mm volt. A füstszekrényajtó egyszárnyú, kör alakú kivitelű volt enyhén domború fedéllel; zárása a pereménél körben elhelyezett kallantyúkkal történt. A kazánt 2 db Friedmann-rendszerű SZ. osztályú nem szívó, 11 mm-es nyílású ún. „restarting” frissgőz-lövettyű táplálta vízzel. A bal oldali lövettyű tápcsövéből ágazott ki a szénlocsoló, míg jobb oldali lövettyűtől a hamuszekrény-locsoló indult ki.

### Segédberendezések
A dómszerű homoktartályokat az első és harmadik kazánövre szerelték. A homokoló berendezés a második, a harmadik, a negyedik és az ötödik kerékpár elé kúpkerekes, rudazatos kézi homokoló juttatott homokot. Az első és a negyedik kapcsolt kerékpár nyomkarimáját kenőberendezéssel látták el. A negyedik kerékpárhoz tartozó kenővezeték a kerékpárral együtt elmozdulhatott. A nagy emelkedésű pályákon való biztonságos közlekedés miatt a mozdonyt Le Chatelier-rendszerű ellengőz-készülékkel látták el.
Magát a mozdonyt más fékberendezéssel nem szerelték el. A gőzben lévő alkatrészek kenéséről keretenként egy-egy négynyílású Friedmann-rendszerű HD jelű dugattyús melegalkatrész-kenőszivattyú gondoskodott. A mozdonyokat bajor rendszerű nagynyomású gőzfűtési rendszerrel és központi acetilénfejlesztő-készülékkel is ellátták.

### Szerkocsi
A VIm. osztályú mozdonyokhoz a IVe. osztályú mozdonyokéval azonos, a Magyar Királyi Állami Vasgyáraknál 24 szerkezetszámot viselő, a MÁV-nál kezdetben a mozdonnyal megegyezően VIm. osztályúként jelölt háromtengelyes szerkocsit kapcsoltak.

## Próbamenetek
A 4501 pályaszámú mozdonnyal 1909. március végén változó vonatterheléssel teljesítési próbameneteket tartottak a Cameral-Moravica–Fiume vasútvonalon. A próbák során angol aknaszenet tüzeltek el. Az első menet során a Cameral-Moravica–Fužine vonalszakaszon 302,3 t tömegű (egy-egy kéttengelyes kísérleti és háromtengelyes személykocsiból, két kéttengelyes kalauzkocsiból és 13 db kéttengelyes teherkocsiból álló), a második menet alatt a Fiume–Lič szakaszon 249,9 t tömegű (egy-egy kéttengelyes kísérleti és háromtengelyes személykocsiból, egy kéttengelyes kalauzkocsiból és 10 db kéttengelyes teherkocsiból álló) a harmadik próbán a Cameral-Moravica–Fužine szakaszon 401,1 t tömegű (egy-egy kéttengelyes kísérleti és háromtengelyes személykocsiból, egy kéttengelyes kalauzkocsiból és 19 db kéttengelyes teherkocsiból álló), a negyedik kísérleti menet során a Fiume–Lič szakaszon 298,8 t tömegű (egy-egy kéttengelyes kísérleti és háromtengelyes személykocsiból, egy kéttengelyes kalauzkocsiból és 15 db kéttengelyes teherkocsiból álló) vonatot továbbított. A mozdony a menetek során a 25‰-es szakaszokon 30 km/h tartós sebességgel haladt és 565,2–674,2 lóerő effektív teljesítményt fejtett ki (ez megfelelt a gépezet 1330 LE indikált teljesítményének), eközben pedig tonnánként és effektív lóerőnként 2,54–3,05 kg szenet, valamint 16,87–18,89 liter vizet fogyasztott. Ezek alapján a mozdonyok a kitűzött céloknak teljes mértékben megfeleltek. Így a MÁV 1909 nyarán újabb 18 darabra adott le megrendelést.

## Sorozatgyártás

### Az első szériák
Az első gyártási sorozatot a gyár 872 szerkezetszámon vette gyártásba és 1909. szeptember 29.–1910. november 28. között adta át a megrendelőnek. A 137 320 korona egységárú mozdonyok több ponton eltértek a prototípus járművektől. Ezek közül a legjelentősebbnek a légfékberendezés alkalmazása tekinthető. A mozdonyra a IVe. osztályú mozdonyokkal megegyezően keretenként egy-egy 13″ Westinghouse-rendszerű fékhengert szereltek és a hosszabb lejtőkön használható nem önműködő, közvetlenül a főlégtartályból táplált Henry-rendszerű szabályozófékkel is ellátták. A sűrített levegőt egy, a mozdony füstszekrényének bal oldalán elhelyezett Westinghouse-rendszerű, egyfokozatú, F jellegű légszivattyú termelte. A féktuskóerő a tapadási súly 50%-a volt. Mivel a kézi homokolás a mozdonyvezető figyelmét túlzottan elvonta, így a homokoló berendezést sűrített levegővel működtetett kivitelre cserélték. A szerkocsik szintén a IVe. osztályú mozdonyokéval azonos kivitelben készültek: egy 13″-os Westinghouse-rendszerű függőleges fékhengert szereltek fel rájuk. A szerkocsira a mozdonytól külön működtethető szabályozófék is került. Az összes féktuskóerő a teljesen feltöltött szerkocsi súlyának 40%-a volt. A fékrudazat nyomáskiegyenlítő szerkezettel készült. A mozdonyok a 4503–4520 pályaszámokat viselték.
A gyár még le sem szállította az első szériát, máris újabb tíz példányra kapott megrendelést. Így a 4520 pályaszámú mozdonnyal azonos napon már a 4521-est is átadhatták.
A harmadik tíz darabos széria is közvetlenül követte a másodikat. A 31. mozdonytól kezdve azonban a járművek a MÁV-nál 1911-ben bevezetett új jelölési rendszer szerint, 651,031–040 sorozatjellel és pályaszámokon álltak szolgálatba 1911. április 5-ig és a korábban szállított példányokat is átszámozták addigi pályaszámaik sorrendjében 651,001–030 pályaszámokra. A szerkocsik az M jellegmegjelölést, valamint a hozzájuk tartozó mozdony sorozatjelét és pályaszámát (M651,001–) kapták.
A mozdonyok közül az első huszonhét példány Cameral-Moravica, a többi tizenhárom Petrozsény fűtőházánál kezdte szolgálatát.

### VIm. osztályú mozdonyok a KsOd részére
A XX. század első évtizedében a Kassa–Oderbergi Vasút fővonalán a tehervonatokat a vasúttársaság IIIq osztályú mozdonyai továbbították. A Jablonkai-hágón át Oderbergből Csaca és Ruttka felé vezető 15‰-es emelkedőjű vonalon közlekedő szénvonatok tömege 900–1200 tonnára növekedett. Ezeket már csak három-négy mozdonnyal lehetett továbbítani, ami messzemenőkig gazdaságtalan volt. Bár a vasútvonal tengelyterhelése megengedte volna 14 tonna tengelyterhelésű mozdonyok beszerzését is, a KsOd mégis a VIm. osztályú mozdonyok beszerzése mellett döntött. 1912-ben hat, a rákövetkező évben újabb tizenkét példányt szállított a Magyar Királyi Állami Vasgyárak 875-6 szerkezetszámon, melyek ott is a VIm. osztályjelzést és a 401–416 pályaszámot kapták. A mozdonyok nagyrészt megegyeztek a 651,031–040 pályaszámú MÁV-járművekkel, azonban a mozdonyok gőzdómjára rugómérleges szelepek helyett 2 db 3½″-os MÁV-rendszerű közvetlen rugóterhelésű biztonsági szelep került. A léghomokoló helyett kúpkerekes kézi homokolót szereltek fel. A háromtengelyes szerkocsik helyett a mozdonyokhoz a MÁV 327 sorozathoz kifejlesztett 34 szerkezetszámot viselő négytengelyes, kétforgóvázas szerkocsit kapcsolták.
A 401 pályaszámú mozdonnyal 1913. szeptember 23-án teljesítési próbameneteket tartottak. Egy 1680 tonnás kísérleti vonatot Oderbergből a karwini 16‰-es emelkedőn egy IIIq osztályú mozdonnyal előfogatolva és egy másik VIm. osztályú mozdonnyal tolva továbbított. A menet során egy-egy Mallet-rendszerű mozdonyra mintegy 700 tonna vonattömeg jutott. A kedvező eredmények hatására a KsOd további nyolc VIm. osztályú mozdonyt rendelt, melyet 1914-ben a magyar gyár más irányú leterheltsége miatt magyar tervek alapján a Floridsdorfi Mozdonygyár szállított. A 216 rendelési számon  elkészült járművek a 417–424 pályaszámokon álltak forgalomba.

### Újabb széria a MÁV számára
A 651 sorozatú mozdonyokkal a MÁV is elégedett volt, ezért 1913-ban újabb tizennyolc példányt rendelt, melyeket a  Magyar Királyi Állami Vasgyárak 877 szerkezetszámon 1913. novembere és 1914. márciusa között szállított le. A 651,041–058 pályaszámokon állagba vett mozdonyok a KsOd járműveihez hasonlóan 2 db 3½″-os közvetlen rugóterhelésű biztonsági szelepet kaptak, ugyanakkor maradtak a háromtengelyes szerkocsik. A bukórostélyt a csőfal lehűléstől való kímélése érdekében hátra az ajtófalhoz helyezték át. A harmadik kazánövről a hátulsó homoktartály elmaradt és e példányoknál az első három kerékpár elé szórhattak homokot. A homoktartály helyére négycellás Pecz–Rejtő-féle vízszintes elrendezésű víztisztítót szereltek. A mozdonyok egységára 141 481 koronára növekedett. Mind a tizennyolc példány Cameral-Moravica fűtőházánál kezdte meg szolgálatát.

## A mozdonyok üzeme az első világháború végéig
A MÁV VIm. osztályú, majd 651 sorozatú mozdonyok forgalomba állításuk után átvették mind a Cameral-Moravica–Fiume, mind a Piski–Petrozsény vasútvonal összes tehervonatának továbbítását. Az utolsó széria beérkezésével lehetővé vált, hogy a fiumei vonalon a személyszállító vonatok vontatását is átvegye a 401 sorozatú mozdonyoktól, melyek – a 651 sorozatú mozdonyokéval azonos méretű kazánjuk ellenére – a mind nehezebbé vált vonatokat csak túlerőltetés árán, rendszeres tűzcsőfolyás mellett tudták továbbítani. Ugyancsak gyors- és személyvonatok továbbítását végezték velük a Tömösi-szoroson át vezető Brassó–Predeál vonalszakaszon is, itt a 401 sorozatú mozdonyokat leváltva. Ezzel a 651 sorozatú mozdonyok a hegyi pályák igazi mindenesévé váltak, hasonlóan a sík pályákon közlekedő 324 sorozatú mozdonyokhoz. A kettős gépezetük ellenére kezelésük aránylag egyszerű volt és megfelelő karbantartás mellett kifogástalanul üzemeltek. 1913-tól 651,001–040 pályaszámú mozdonyokra a két rugómérleges biztonsági szelep közé egy harmadik, közvetlen rugóterhelésű biztonsági szelepet szereltek. Ugyanezen évtől kezdve az első negyven példányra is megkezdték a víztisztítók felszerelését – a háború végére összesen negyvenöt víztisztítós 651-es üzemelt. A Petrozsény–Lupény vasútvonal átépítése végül nem valósult meg, ezért további 651 sorozatú mozdonyok beszerzésére nem volt szükség. A 601 sorozatú mozdonyok nagyobb számú üzembe állásával a 651 sorozatú mozdonyok egy részét a fiumei vonalról a Salgótarján–Ruttka, a Kisszolyvai-hágón át vezető Munkács–Ławoczne és az Uzsoki-hágón át vezető Ungvár–Sianki vonalakra, tehervonatok továbbítására vezényelték át.
A KsOd hasonlóan elégedett volt a VIm. osztályú mozdonyaival. A mozdonyok a karwini 16‰-es emelkedőkön 490 t, míg a 15‰-es Csaca–Mosty (ma: Mosty u Jablunkova) szakaszon 550 t terhelést továbbíthattak, így kettesével kapcsolva a legnehezebb, 1000–1100 tonnás szén- és ércvonatokat is megerőltetés nélkül továbbíthatták. A kedvező eredmények hatására további 35 db beszerzését tervezték, a háborús vörösrézhiány miatt Brotan–Deffner-rendszerű vízcsöves állókazánnal. A VImb. osztályú mozdonyok számára a 451–485 pályaszámcsoportot jelölték ki. A háború eseményei miatt azonban végül csak a Floridsdorfi Mozdonygyár építette meg a rá eső tizenhárom példányt 216/2 rendelési számon.
Az állókazán tehát Brotan–Deffner-rendszerű lett. A rostély vízszintes kivitelű és valamivel kisebb felületű lett. A hosszkazán is számos ponton módosult: első két öve hengeres kivitelben készült , a harmadik öv viszont erősen kúpos alakú lett. A mozdonyok gőzdómját hátrébb, a gőzbeömlő vonala mögé helyezték át, elé és az elülső homokdóm közé pedig egy Rauscher-rendszerű víztisztítót szereltek fel. A hosszkazánba 11 db-bal kevesebb tűzcső került.
Az első világháború után a KsOd már nem volt abban a helyzetben, hogy kifizethesse a járműveket. Az 1919-ben elkészült 473–485 pályaszámú mozdonyok számláját már az újonnan alakult állam, Csehszlovákia állta, és azokat 651.501–13 ideiglenes pályaszámmal vette állagába.
| A MÁV VIm. osztály (651 sorozat) és a KsOd VIm / VImb. osztály gyártási adatai | A MÁV VIm. osztály (651 sorozat) és a KsOd VIm / VImb. osztály gyártási adatai | A MÁV VIm. osztály (651 sorozat) és a KsOd VIm / VImb. osztály gyártási adatai | A MÁV VIm. osztály (651 sorozat) és a KsOd VIm / VImb. osztály gyártási adatai | A MÁV VIm. osztály (651 sorozat) és a KsOd VIm / VImb. osztály gyártási adatai | A MÁV VIm. osztály (651 sorozat) és a KsOd VIm / VImb. osztály gyártási adatai |
| Gyártó                                                                         | Mozdony szerkezetszám                                                          | Szerkocsi szerkezetszám                                                        | Vasút                                                                          | Pályaszám                                                                      | Gyártási év                                                                    |
| ------------------------------------------------------------------------------ | ------------------------------------------------------------------------------ | ------------------------------------------------------------------------------ | ------------------------------------------------------------------------------ | ------------------------------------------------------------------------------ | ------------------------------------------------------------------------------ |
| M. K. Áll. Vasgy.                                                              | 871                                                                            | 244                                                                            | MÁV                                                                            | 4501–4502                                                                      | 1909                                                                           |
| M. K. Áll. Vasgy.                                                              | 872                                                                            | 245                                                                            | MÁV                                                                            | 4503–4514 4515–4520                                                            | 1909 1910                                                                      |
| M. K. Áll. Vasgy.                                                              | 873                                                                            | 248                                                                            | MÁV                                                                            | 4521–4530                                                                      | 1910 1911                                                                      |
| M. K. Áll. Vasgy.                                                              | 874                                                                            | 249                                                                            | MÁV                                                                            | 651,031–040                                                                    | 1911                                                                           |
| M. K. Áll. Vasgy.                                                              | 875                                                                            | 342                                                                            | KsOd                                                                           | 401–406                                                                        | 1912                                                                           |
| M. K. Áll. Vasgy.                                                              | 876                                                                            | 345                                                                            | KsOd                                                                           | 407–416                                                                        | 1913                                                                           |
| M. K. Áll. Vasgy.                                                              | 877                                                                            | 2414                                                                           | MÁV                                                                            | 651,041–049 651,050–058                                                        | 1913 1914                                                                      |
| WLF                                                                            | 216                                                                            | 748                                                                            | KsOd                                                                           | 417–424                                                                        | 1914                                                                           |
| WLF                                                                            | 216/2                                                                          | 748/2                                                                          | KsOd                                                                           | 473–485                                                                        | 1919                                                                           |

## Az első világháború után
A trianoni békeszerződés következtében Magyarország hegyvidéki vasútvonalaival együtt a MÁV 651 sorozatú mozdonyai néhány kivételtől eltekintve szintén az újonnan meghúzott határokon túlra kerültek, legnagyobb részt Romániába került, noha több példány a későbbi Csonka-Magyarország fűtőházaihoz tartozott. A mozdonyok végleges eloszlása az 1924-re befejezett tárgyalások eredményeképpen alábbiak szerint alakult:
- MÁV: 5 db
- CFR: 38 db
- ČSD: 3 db
- SHS: 9 db
- FS: 2 db

A KsOd VIm. és VImb. osztályú mozdonyai a vasúttársaság 1923-as államosításával szintén a ČSD járműállagába került át

### Magyarország
A MÁV a megmaradt 651 sorozatú mozdonyait az addig pályaszámain üzemeltette tovább.
1922 májusában a 651,029 pályaszámú mozdony tűzszekrény-mennyezetének behorpadását észlelték. Ezért a 651, a 203 és a 322 sorozatú mozdonyok tűzszekrény-mennyezetét tartó mennyezetcsavarok számát a mennyezet szélén egy-egy sor mennyezetcsavarral megnövelték. Az átalakításig pedig a mozdonyok kazánnyomását átmenetileg 13 barra csökkentették.
A megmaradt 651 sorozatú mozdonyok a Budapest–Hatvan és a Budapest–Komárom vasútvonalakon nehéz szénvonatokat továbbítottak.
A 651 sorozatú mozdonyok MÁV által engedélyezett vonatterheléseit az alábbi táblázat szemlélteti:
| A 651 sorozatú mozdonyok engedélyezett vonatterhelései | A 651 sorozatú mozdonyok engedélyezett vonatterhelései | A 651 sorozatú mozdonyok engedélyezett vonatterhelései | A 651 sorozatú mozdonyok engedélyezett vonatterhelései | A 651 sorozatú mozdonyok engedélyezett vonatterhelései |
| Pálya- emelkedés                                       | 20 km/h                                                | 30 km/h                                                | 40 km/h                                                | 50 km/h                                                |
| ------------------------------------------------------ | ------------------------------------------------------ | ------------------------------------------------------ | ------------------------------------------------------ | ------------------------------------------------------ |
| 0–3‰                                                   | 2030 t                                                 | 1980 t                                                 | 1480 t                                                 | 1150 t                                                 |
| 3–5‰                                                   | 1700 t                                                 | 1660 t                                                 | 1350 t                                                 | 1050 t                                                 |
| 5–7‰                                                   | 1280 t                                                 | 1280 t                                                 | 1180 t                                                 | 905 t                                                  |
| 8–10‰                                                  | 920 t                                                  | 920 t                                                  | 875 t                                                  | 725 t                                                  |
| 14–16‰                                                 | 595 t                                                  | 585 t                                                  | 570 t                                                  | 520 t                                                  |
| 25‰                                                    | 310 t                                                  | 305 t                                                  | 305 t                                                  | 300 t                                                  |

Az 1926. január 1-jétől bevezetni tervezett új pályaszámrendszer szerint a mozdonyok kijelölt pályaszámcsoportja a 651,301–405 volt. Az átszámozást végül nem hajtották végre. 1931-től a forgós kazánlefúvató-váltókat 50 mm-es kazánlefúvató-tolattyúkra cserélték.
A Duna–Száva–Adria Vasút 1932. évi állami kezelésbe vétele után a 651-eseket hosszabb ideig a Sopron–Szombathely–Nagykanizsa-vasútvonal gyorstehervonatainak továbbítására használták. A mozdonyok szerkocsijait azok korlátozott vízkészletére tekintettel selejtezett 222 sorozatú mozdonyok E jellegű, 17 m³ víz és 8 t szén befogadására alkalmas szerkocsijaira cserélték, a szerkocsik kapocsszekrényének és padlómagasságának a 651 sorozatú mozdonyokhoz való alakítása után. A szerkocsik továbbra is E jellegűek maradtak, sorozatjelük és pályaszámuk a fogadó mozdonyéra változott (E651,005 ,010 ,029 ,039 és ,046). 1937-től a mozdonyok tolattyúit a kisebb súrlódású keskenygyűrűs kivitelűre alakították át.

### Románia
A CFR a mozdonyokat az eredeti, MÁV-sorozatjel és pályaszámok megtartásával üzemeltette tovább. Honos fűtőházuk Petrozsény, Madéfalva (Csíkcsicsó), Kolozsvár és Brassó volt, és nagyrészt a korábbi felhasználási területükön közlekedtek tovább.

### Csehszlovákia
A ČSD az első években szintén a korábbi sorozat- és pályaszámokon üzemeltette a MÁV-tól átvett járműveket. Az újonnan érkezett 651.501–13 pályaszámú mozdonyokat a pozsonyi vasútigazgatóság Zólyom fűtőházához állomásították és többek között a Zólyom–Ruttka vasútvonalon használták.
A Monarchia vasúttársaságai járműparkjának végleges felosztása után, 1925-ben bevezetett jelölési rendszernek megfelelően a mozdonyokat és szerkocsijukat külön-külön sorozat- és pályaszámmal látták el.
- A KsOd VIm. osztályú mozdonyai a 622.001–024, a szerkocsik a 620.201–24 pályaszámokat kapták.
- A három MÁV-eredetű mozdonyt nem teljesen tisztázott okokból 623.001–03 pályaszámokon, azaz 13 t tengelyterhelésű mozdonyként vette állagba, szerkocsijaik jelölése 514.001–03 lett.
- Az eredetileg 651.501–13 pályaszámú mozdonyok új jelölése 623.004–16 lett, szerkocsijaik 920.201–13 pályaszámokon közlekedtek tovább.

A 622.0 sorozatú mozdonyok néhány évig az addig felhasználási területükön üzemeltek. Miután azonban az állami kézbe került Kassa–Oderberg-vonal a csehszlovák állam egyik legfontosabb vonalává vált, így a vonatterhelések tovább emelkedtek, ehhez pedig járművek teljesítménye kevéssé vált. Ezért a vonattovábbítást hamarosan korszerűbb, erősebb, egykeretes, öt kapcsolt kerékpárú típusok, így az 534.0 és az 524.1 sorozatú mozdonyok vették át. 1930-tól a 623.0 sorozatot is fokozatosan felváltotta az 524.1 sorozat, így fokozatosan a kassai igazgatóság Igló fűtőházához és az olmützi igazgatóság Olmütz, Hanušovice és Šumperk fűtőházához a Jeseníky-hegységen átvezető Ramzovské-vonal kiszolgálására. kerültek. A korszerűbb típusok üzembe helyezésével a 623.0 sorozatú mozdonyok mindinkább északra szorultak, így 1938-ra egy kivételével mind az olmützi igazgatóság területén üzemelt, ahol elavult szerkezetük ellenére kis tengelyterhelésük és hajlékony szerkezetük miatt előnyösen használhatták őket. Kisebb korszerűsítéseket is végrehajtottak rajtuk, így hét mozdonyra (623.001, 005, 006, 011, 012, 014 és 016) Friedmann–Metcalf-rendszerű LF osztályú fáradtgőz-lövettyűt szereltek, mely 10-12%-os tüzelőanyag- és vízmegtakarítást eredményezett.
Kísérletképpen a ČSD česká třebovái műhelye a 623.003 pályaszámú mozdonyt Schmidt-rendszerű kisfüstcsöves túlhevítővel látta el. A mozdonyhoz az addig a 623.005 pályaszámú mozdonyhoz tartozó 920.202 pályaszámú négytengelyes szerkocsit kapcsolták.
Az átalakított mozdonnyal behatóbb kísérletekre nem kerülhetett sor: még az év szeptemberében a müncheni egyezmény értelmében a Szudétavidék Németországhoz került, ennek nyomán mind a tizenhat 623.0 sorozatú mozdony a DRB állományába került.

## A második világháború idején

### Magyarország
Az első bécsi döntés nyomán visszatért vasútvonalak forgalmának ellátása új feladatok elé állította a 651 sorozatú mozdonyokat is. Ezért az öt mozdony közül hármat a füleki helyezték a Salgótarján–Fülek vonal tehervonatainak továbbítására. A másik két példányt Miskolcra került és a diósgyőri vonalon szolgált.
A második bécsi döntést követően újra magyarrá vált Észak-Erdélyt Románia szinte minden vasúti járműtől megfosztva adta át, ezzel nem kis kihívás elé állította a MÁV-ot. A kevés kivétel közé tartozott a 651,011 pályaszámú mozdony, melyet roncs állapotban selejtezésre félreállítva hagyták hátra a kolozsvári műhelyben. A mozdonyt az Északi Főműhelyben felújították és eredeti pályaszámán Miskolcon állt szolgálatba 1942 januárjában. Ugyanez év szeptemberében egy miskolci példány kivételével az összeset Csap fűtőházhoz helyezték a Beszkidi-hágón át vezető Munkács–Lawoczne vonal tehervonataihoz.
A tapasztalatok szerint a mozdonyok a háború éveiben 100 elegytonna-kilométerenként 20,5–33,1 kg szenet és 13,6 gramm meleg-, illetve 26,3 gramm hidegkenő-olajat fogyasztottak.

### Németország
A ČSD 623.0 sorozatú mozdonyai a DRB-nél az 51 001–016 sorozatjelet és pályaszámokat kapták. Továbbra is a Ramzovské-vonalon közlekedtek és Hannsdorf (Hanušovice) fűtőházhoz tartoztak. Később 10 db a breslaui vasútigazgatóság Nieder Lindewiese (Dolní Lipová, ma Lipová Lázně) fűtőházához, hat példány pedig az oppelni vasútigazgatósághoz került. Egy példány 1942-ben selejtezésre került.

### Szlovákia
A 622.0 sorozatú mozdonyok mindegyikét Szlovákia 1939-es függetlenné válását követően a Szlovák Vasutak (SŽ) változatlan pályaszámon vette állagba.

### Horvátország
Jugoszlávia megszűnését követően JDŽ járműállományát felosztó Római egyezmény a 31 sorozatú mozdonyokat kivétel nélkül Horvátországnak ítélte. A HDŽ változatlan pályaszámokon üzemeltette tovább a járműveket.

## A második világháború után

### Magyarország
A harcok befejezése és az országhatárok 1945. júniusi „megszilárdulása” után a MÁV-cégjelű 651 sorozatú mozdonyok közül egy sem maradt az újra hivatalossá vált trianoni határok között. Ugyanakkor 1945 áprilisában egy, a Vörös Hadsereg „T–CCCP” hadizsákmány-jelével (T=трофейный, azaz zsákmány) ellátott SŽ-eredetű példány, a 622,024 pályaszámú mozdony vetődött magyar területre, és állt szolgálatba Miskolc fűtőháznál.
Már 1945-ben megkezdődtek az egyes országok között kisebb járműcserék, amely az idegen eredetű mozdonyok korábbi (alapvetően a háború és a repartíciók előtti) tulajdonosa részére történő visszaszolgáltatást jelentette. 1946 szeptemberében egy DRB 52 sorozatú mozdonyért cserébe egy sérült állapotú 651-es került haza osztrák területről. Így például 1946 végén egy 622-es és egy 651-es volt a hazai hálózaton, mindkettő Miskolc honállomással.
A már említett járműcserék, valamint az egyes országok között, a háború alatt összekeveredett járműpark rendezéséről, „restitúciójáról” született megállapodások nyomán 1948 novemberében Ausztria szovjet megszállási övezetéből további 2 db 651 sorozatú mozdony tért haza, amelyek felújítással egybekötött fővizsga után 1949-ben álltak szolgálatba. Németország bizóniai övezetében lévő másik két példány ugyanakkor a Magyarország és a nyugati hatalmak között megromlott kapcsolat miatt kint maradt.
Az 1949-ben kiegészített magyar-szovjet járműegyezmény keretében a Szovjetunió több más külföldről idekerült mozdony között a 622.024 pályaszámút is eladta Magyarországnak. A mozdonyt a MÁV 651,101 pályaszámmal látta el.
A Közlekedés és Postaügyi Minisztérium 1956-os rendeletével mind a négy 651 sorozatú mozdony selejtezését, kazánjának és szerkocsijának állóeszközzé átminősítését rendelte el.

### Románia
A CFR az állagába tartozó 651 sorozatú mozdonyokat 1950–1952 között kiselejtezte.

### Csehszlovákia
A háború után a 623.0 sorozatú mozdonyok egy része külföldre került, de egy kivételével mind hazatért. 1951-re tizenegy példány maradt, ebből hat Hanušovice, öt Dolní Lipová fűtőháznál. Az új 556.0 sorozatú mozdonyok üzembe állítása a fővonalakon feleslegessé tette az 534.0 sorozatú mozdonyokat, melyek 094 pályaszámtól a Ramzovské-vonal ívviszonyaira is alkalmas volt. Ezért 1953. nyarától az összes 623.0 sorozatú mozdonyt kivonták a forgalomból. Két mozdonyt fűtőkazánná alakították, a többit 1956 szeptember végéig selejtezték, utoljára a 623.007-et. A K66 számon kazánná alakított 623.005-öt 1972-ben törölték az állagból.
622.0 sorozatú mozdonyokat egy kivételével szlovák területen érte a háború vége. A sorozat selejtezése az 1940-es évek végén kezdődött és 1957-ben, a 622.004 pályaszámú mozdony selejtezésével fejeződött be.

### Jugoszlávia
Az SHS utódjánál, a JDŽ-nél a mozdonyok 1933-tól a 31-001–009 pályaszámokon üzemeltek tovább.

## Típusadatok
| A MÁV VIm. osztály (651 sorozat) és a KsOd VIm / VImb. osztály változatonként eltérő típusadatai | A MÁV VIm. osztály (651 sorozat) és a KsOd VIm / VImb. osztály változatonként eltérő típusadatai | A MÁV VIm. osztály (651 sorozat) és a KsOd VIm / VImb. osztály változatonként eltérő típusadatai | A MÁV VIm. osztály (651 sorozat) és a KsOd VIm / VImb. osztály változatonként eltérő típusadatai |
| ------------------------------------------------------------------------------------------------ | --- | ------------------------------------------------------------------------------------------------ | ------------------------------------------------------------------------------------------------ |
| Pályaszám                                                                                        | MÁV VIm. 4501–4530 →MÁV 651,001–030 MÁV 651,031–058 KsOd VIm. 401–424 →CFR 651,002..058 →ČSD 651,049..055 →ČSD VIm. 401–424 →SHS 651,007..057 →ČSD 623.001–03 →ČSD 622.001–24 →JDŽ 31-001–009 →DRB 51 001–003 →SŽ 622.001–24 →HDŽ 31-001–009 →MÁV 651,101 →JŽ 31-001–009 | KsOd VImb. 473–485 →ČSD 651.501–13 →ČSD 623.004–016 →DRB 51 004–16                               | →ČSD 623.003                                                                                     |
| Gyártó                                                                                           | M. Kir. Állami Vasgyárak, Budapest WLF, Floridsdorf | WLF, Floridsdorf                                                                                 | –                                                                                                |
| Gyártásban                                                                                       | 1909–1914 | 1919.                                                                                            | –                                                                                                |
| Átépítette                                                                                       | – | –                                                                                                | a ČSD česká třebovái műhelye                                                                     |
| Átépítve                                                                                         | – | –                                                                                                | 1938.                                                                                            |
| Szerkezetszám                                                                                    | 871-7 216 | 216/2                                                                                            | –                                                                                                |
| Darabszám                                                                                        | MÁV: 58 db KsOd: 24db CFR: 39 db (a MÁV-tól) ČSD: 3+24 db (3 db a MÁV-tól, 24 db a KsOd-tól) JDŽ: 9 db (a MÁV-tól) FS: 2 db (a MÁV-tól) DRB: 3 db (a ČSD-től) | KsOd: 13 db ČSD: 13 db (a KsOd-tól) DRB: 13 db (a ČSD-től)                                       |                                                                                                  |
| Jelleg                                                                                           | C'C–n4v | C'C–n4v                                                                                          | C'C–h4v                                                                                          |
| Üres tömeg                                                                                       | 64,5 t | 70,96 t                                                                                          |                                                                                                  |
| Szolgálati tömeg                                                                                 | 71,46 t | 78,0 t                                                                                           |                                                                                                  |
| Szolgálati tömeg szerkocsival                                                                    | MÁV 193.-ig: 105,66 t MÁV 193.-tól: 112,0 t KsOd: |                                                                                                  |                                                                                                  |
| Tapadási tömeg                                                                                   | 71,46 t | 78,0 t                                                                                           |                                                                                                  |
| Legnagyobb tengelyterhelés                                                                       | 12,1 t | 13,3 t                                                                                           |                                                                                                  |
| Állókazán típusa                                                                                 | porosz-rendszerű síktűzszekrényes | Brotan–Deffner- rendszerű vízcsöves                                                              | porosz-rendszerű síktűzszekrényes                                                                |
| Túlhevítés                                                                                       | – | –                                                                                                | Schmidt-rendszerű, kisfüstcsöves                                                                 |
| Tűzcsövek száma                                                                                  | 272 db | 261 db                                                                                           | 23 db                                                                                            |
| Füstcsövek száma                                                                                 | – | –                                                                                                | 110 db                                                                                           |
| Füstcsövek belső/külső átmérője                                                                  | – | –                                                                                                | 70/76 mm                                                                                         |
| Rostélyfelület                                                                                   | 3,61 m² | 3,42 m²                                                                                          | 3,64 m²                                                                                          |
| Sugárzó fűtőfelület                                                                              | 13,93 m² | 15,06 m²                                                                                         | 14,33 m²                                                                                         |
| Csőfűtőfelület                                                                                   | 221,27 m² | 219,2 m²                                                                                         | 157,13 m²                                                                                        |
| Túlhevítőfelület                                                                                 | – | –                                                                                                | 76,6 m²                                                                                          |
| Tapadósúlyból számított vonóerő                                                                  | 112,16 kN | 122,43 kN                                                                                        |                                                                                                  |